# Axel (konståkning)

Bilden visar de olika stegen i hoppet.

Axel, Axel Paulsen-hopp, är ett hopp i konståkning. Det hoppas framlänges – det enda hopp i konståkning där man gör det. Namnet Axel kommer ursprungligen från den norske konståkaren Axel Paulsen. Han blev upphovsman till Axelhoppet 1882.

## Beskrivning
Axel är det svåraste hoppet, "the king of jumps". Man roterar ett halvt varv mer i luften än man uttrycker i axelhoppet, och sålunda är en dubbel axel lika med 2 ½ varv.

### De tre momenten
1. Upphopp från framåt ytterskär
2. Rotation 1 ½, 2 ½ eller 3 ½ varv
3. Landning bakåt ytterskär